# VxWorks
VxWorks é um sistema operacional de tempo real similar ao Unix produzido e vendido pela Wind River Systems de Alameda, California, EUA.
Assim como outros sistemas operacionais de tempo-real, VxWorks contém um núcleo multitarefa com escalonamento preemptivo, rápida resposta às interrupções, meios de comunicação entre processos e meios para sincronização, e sistema de arquivos.
As características mais marcantes do VxWorks são o gerenciamento de memória compatível com POSIX, facilidades para multiprocessadores, um shell para interface de usuário, depurador com capacidade simbólica/código fonte, e monitor de performance.
VxWorks geralmente é empregado em sistemas embarcados. Diferentemente dos sistemas Unix tradicionais, o desenvolvimento no VxWorks é feito numa máquina hospedeira rodando Unix ou Windows, compilando cruzado (cross-compiling) o software para máquina alvo. A tarefa de execução é feita no alvo, mas pode ser feita no hospedeiro, através de um simulador de alvo (VxSim).
VxWorks foi escrito para um número grande de plataformas e hoje roda praticamente em qualquer processador moderno. Isso inclui a família x86, MIPS, PowerPC, SuperH, ARM, StrongARM e xScale.

## História
Acredita-se que o nome VxWorks venha do sistema operacional VRTX, criado pela Ready Systems (hoje produto da Mentor Graphics). 
Nos anos 1980, o VRTX era um novo produto e não funcionava como sistema operacional. A Wind River adquiriu então os direitos de revender o VRTX com uma extensão chamada VxWorks que funcionava como sistema operacional (incluía um sistema de arquivos e um ambiente de desenvolvimento). Assim, é provável que VxWorks signifique VRTX now Works (VRTX agora funciona) ou VRTX that works (VRTX que funciona).
Quando a Wind River antecipou que a Ready Systems cancelaria seu contrato, eles desenvolveram seu próprio núcleo e colocaram-no no lugar do VRTX. A funcionalidade do VxWorks é muito similar ao do VRTX.

## Tornado (v5 e posterior) ou Workbench (v6 e versões mais novas)
Tornado é um ambiente de desenvolvimento integrado (Integrated Development Environment - IDE) para desenvolvimento cruzado de software. Tornado consiste dos seguintes elementos:
- Sistema operacional VxWorks para o alvo
- Ferramentas de construção de aplicações (cross-compiler e programas associados)
- Um ambiente de desenvolvimento integrado que facilitaria o gerenciamento e construção de projetos, estabelecendo comunicação entre alvo-hospedeiro, execução, depuração e monitoramento de aplicações.
- Simulador VxSim

Workbench substitui o ambiente do Tornado na versão 6 ou posterior. O Wind River Workbench é baseado na plataforma Eclipse

## Produtos que utilizam VxWorks

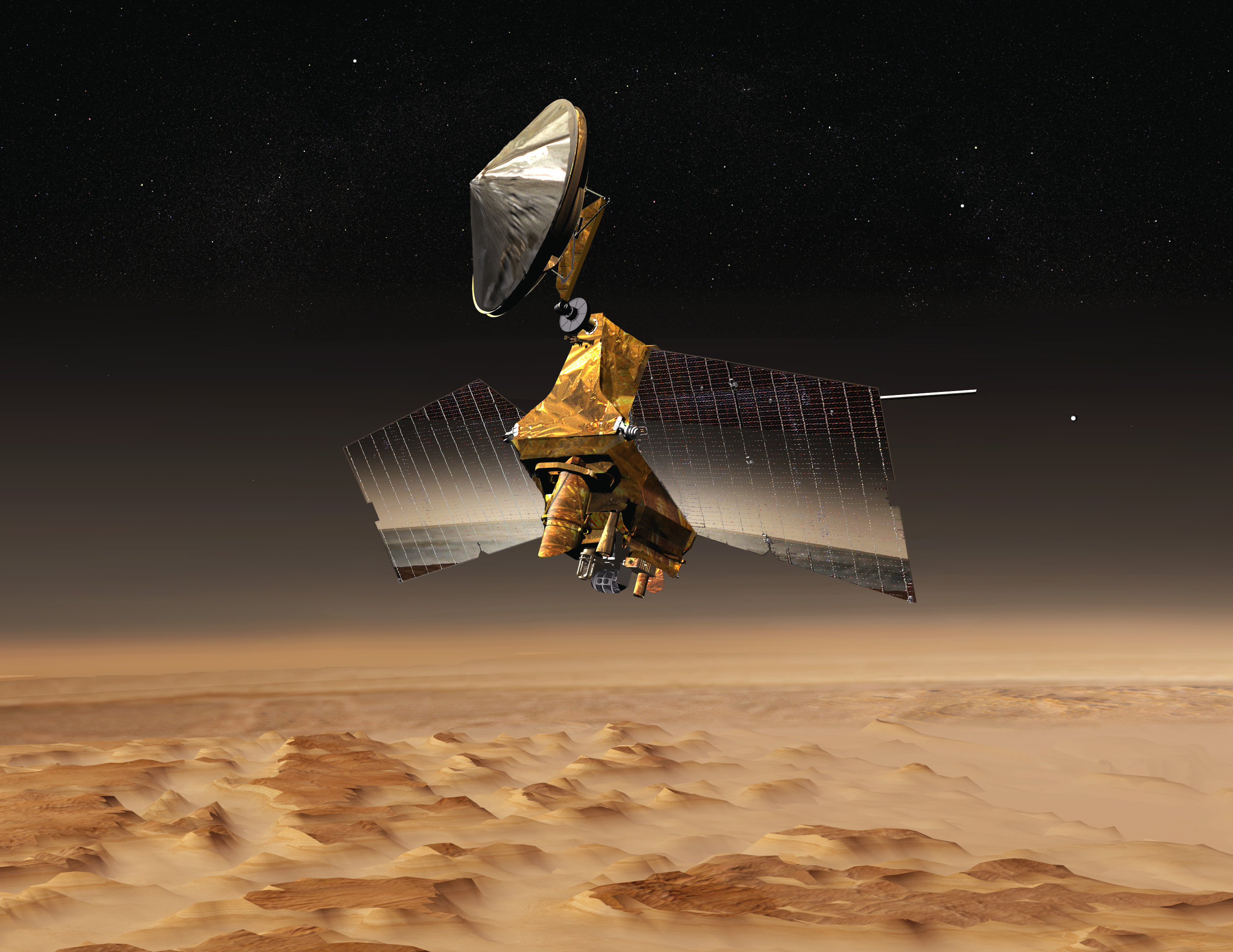
Mars Reconnaissance Orbiter usa VxWorks

- Veículos Mars Exploration Rover: Spirit e Opportunity
- Mars Reconnaissance Orbiter
- Sonda espacial Deep Impact
- Stardust
- O avião Boeing 787
- O sistema iDrive da BMW
- Roteador wireless Linksys WRT54G  (versões 5.0 e posterior)
- Algumas impressoras Xerox da linhas Phaser, alguns multifuncionais da linha WorkCentre e outras impressoras PostScript
- Impressoras e multifuncionais da Fuji Xerox
- Experimental Physics and Industrial Control System (EPICS)
- DIGIC II  processador de imagens da Canon
- SO-2510 telefone a satélite da Thuraya
- Apache Longbow helicóptero de ataque
- ALR-67(V)3 Radar usado no A/F-18
- HN7000 receptores de internet a satélite da Hughesnet
- Mitel ICP 3000 IP PBX
- Nortel Succession 1000
- Controladores de Robôs da KUKA
- Controladores de Robôs da ABB
- Módulos Siemens NCUI e HG1500
- Dvr Honeywell Rapid-Eye
- O avião P3-AM Força Aérea Brasileira
- Controladores de iluminação GrandMA
- Northrop Grumman X-47B[2]

## Sistemas operacionais concorrentes
Sistemas similares de outros vendedores:
- C Executive
- eCos
- ElinOS
- embOS
- Embedded Linux
- INTEGRITY
- LynxOS
- MontaVista Linux
- Nucleus RTOS
- OS-9
- OSE
- QNX
- RTEMS - open source RTOS
- ThreadX
- TRON
- VRTX
- Windows CE